# Plasa Gilău
Plasa Gilău a fost o unitate administrativă în cadrul județului Cluj (interbelic). Reședință de plasă era comuna Gilău.

## Demografie
În anul 1930 cuprindea 24 de localități și număra 26.978 de locuitori, dintre care 66,1% români, 30,1% maghiari, 2,7% țigani și 0,9% evrei. Sub aspect confesional populația era alcătuită din 43,2% ortodocși, 25,6% reformați, 24,1% greco-catolici, 5,4% romano-catolici, 1,0% mozaici ș.a.

## Materiale documentare

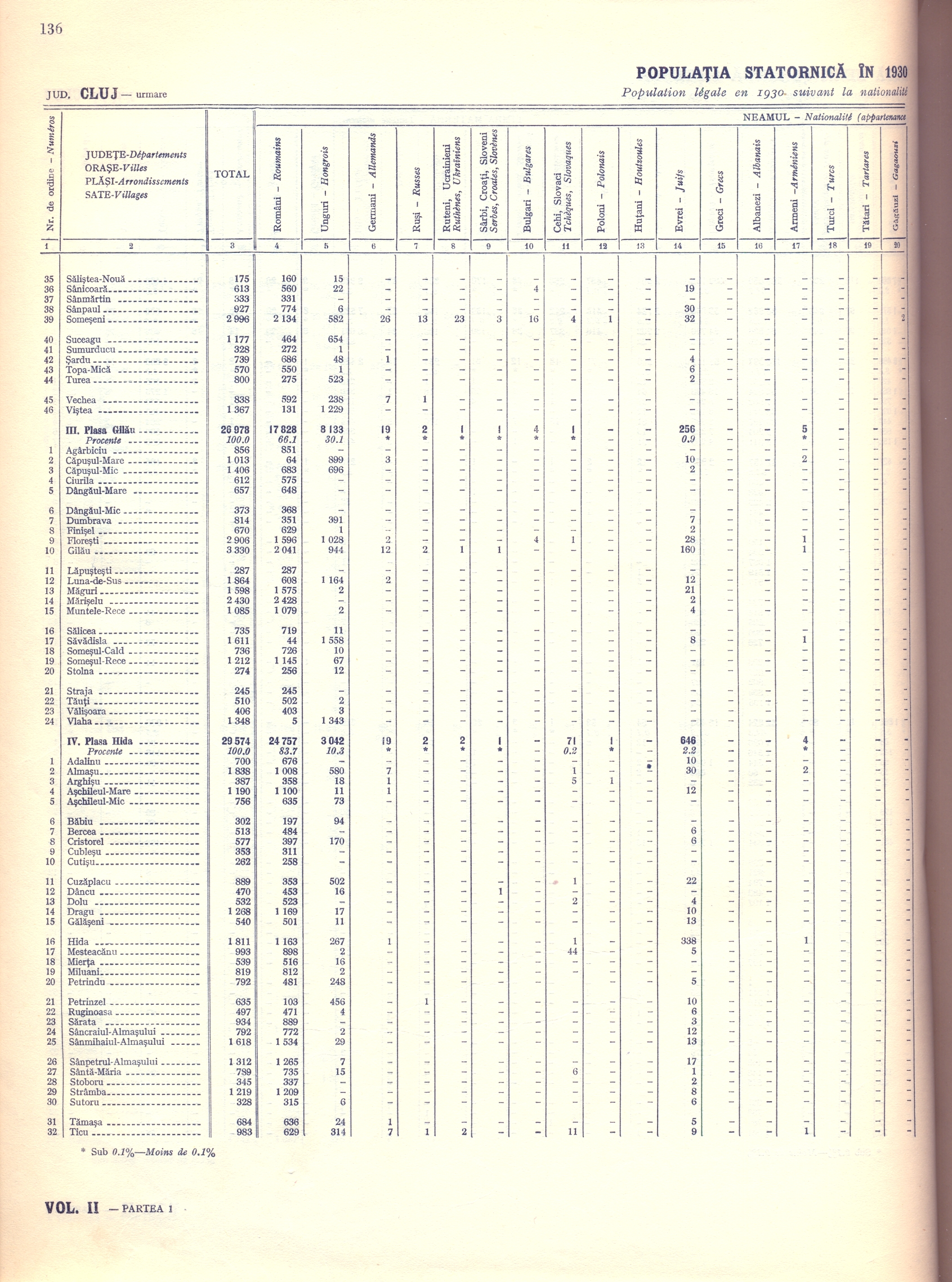
Datele aferente plășii Gilău la recensământul din 1930 (Etnii)
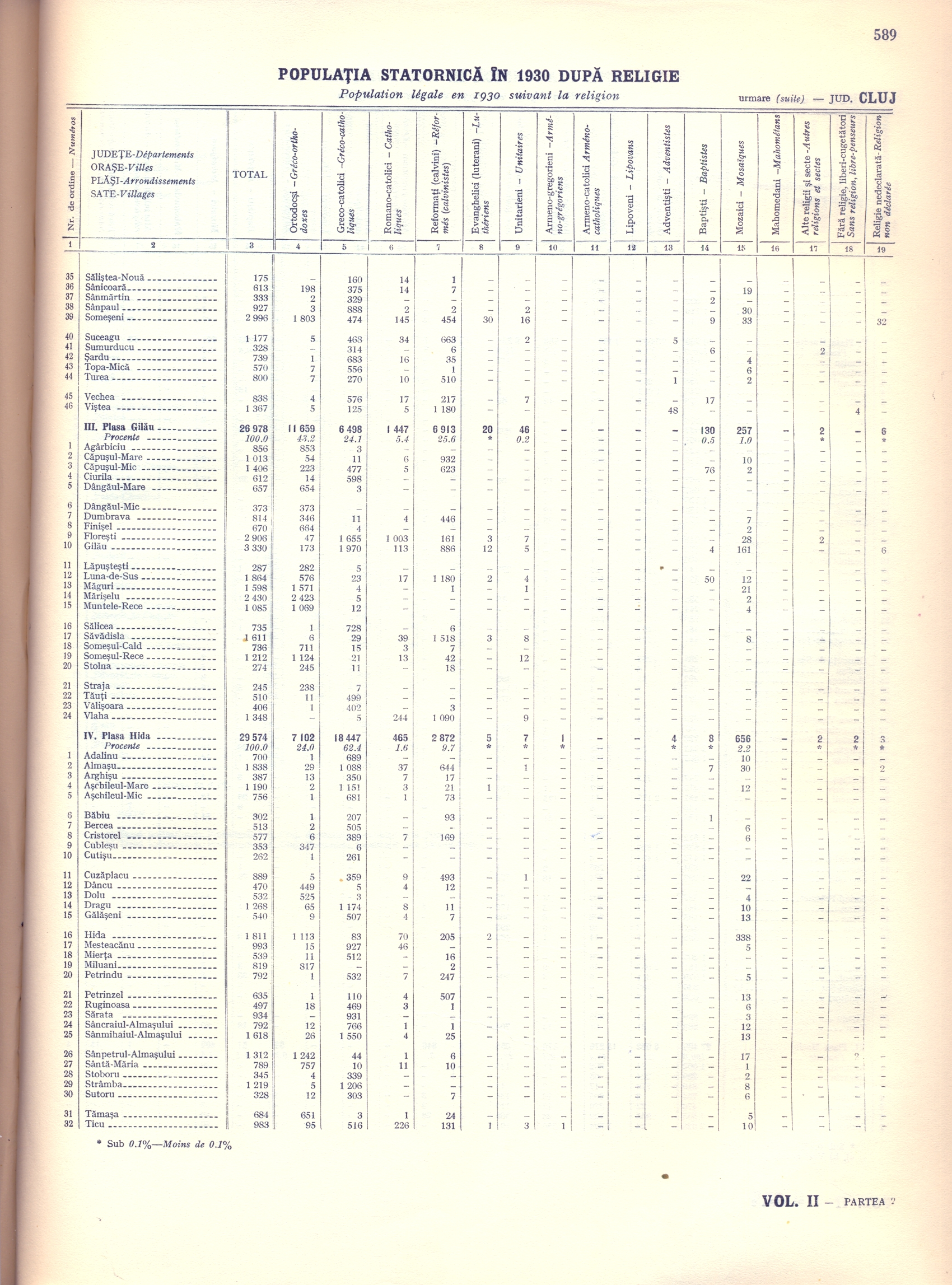
Date aferente plășii Gilău la recensământul din 1930 (Confesiuni)